# Lempdes-sur-Allagnon
Lempdes-sur-Allagnon é uma comuna francesa na região administrativa de Auvérnia-Ródano-Alpes, no departamento de Alto Loire. Estende-se por uma área de 10,39 km². Em 2010 a comuna tinha 1 360 habitantes (densidade: 130,9 hab./km²).